# الله‌قلی سلطان ایجک اوغلی استاجلو
الله‌قلی سلطان ایجک اوغلی از امرای قزلباش طایفه استاجلو بود. وی در درگیری‌های جانشینی شاه طهماسب یکم که مابین حیدر میرزا و اسماعیل میرزا (شاه اسماعیل دوم) در سال ۱۵۷۶ روی داد همانند دیگر سران استاجلو، از هواداران سرسخت حیدرمیرزا بود.